# 革命社会党 (インド)
革命社会党（英：Revolutionary Socialist Party, RSP）は、インドの左翼政党。1940年にインド国民会議の左派である会議派社会党から分離して創設された。マルクス・レーニン主義を掲げるものの、スターリンの一国社会主義論には批判的であった。しかしトロツキズムにも賛同せず、独自の政治姿勢を採った。
現在は西ベンガル州などに地盤を有し、共産党主導の左翼戦線に参加している。ローク・サバー（インド連邦下院）には1議席（2024年6月時点）を有し、西ベンガル州議会には17議席を有して左翼州政権の連立与党となっている。